# Glipidiomorpha kuatunensis
Glipidiomorpha kuatunensis is een keversoort uit de familie spartelkevers (Mordellidae). De wetenschappelijke naam van de soort is voor het eerst geldig gepubliceerd in 1968 door Ermisch.